# (973) Aralia
(973) Aralia és un asteroide del cinturó principal descobert per l'astrònom Karl Wilhelm Reinmuth en 1922 des de l'observatori de Heidelberg-Königstuhl, Alemanya.
Deu el nom a aralia, una planta de la família de les Araliaceae.
S'estima que té un diàmetre de 51,60 ± 1,6 km. La seva distància mínima d'intersecció de l'òrbita terrestre és d'1,92029 ua.
Les observacions fotomètriques recollides d'aquest asteroide mostren un període de rotació de 7,29 hores, amb una variació de lluentor de 10,0 de magnitud absoluta.